# هيفاء الأغا (سياسية)
هيفاء الأغا (1944-) هيَ سياسية تولت وزارة شُؤون المرأة في حكومة رامي الحمد الله الثالثة بين عامي 2014 و2019.

## حياتُها
وُلدت هَيفاء الأغا في مدينة خان يونس جنوب قطاع غزة، وَأنهت تعليمها الأساسي وَالثانَوي في مدرسة حيفا الثانوية فِي مَدينتها عام 1968، فِيما حصلت على شِهادة البكالوريوس في الإِدارة العامة مِن المَعهد العالي التِجاري في القاهرة عام 1972، ثُمَ حَصلت على شِهادة الماجستير فِي التَوجيه وَالإرشاد التَربوي من جامعة ولاية أوكلاهوما في الولايات المتحدة عام 1978، ثُمَ حَصلت على شهادة الدكتوراه في أصول التربية من نَفس الجامعة الأمريكية عام 1991.
عملت الأغا عقبَ حُصولها على درجة الدكتوراه مُحاضرة وَرئيسًا لِقسم التربية وعلم النفس في جامعة الأقصى بِغزة، ثُمَ تولت بعد سَنوات منصب مدير عام الرقابة الداخلية في وزارة التربية والتعليم الفِلسطينية، ومن ثُم مُدير عام التَعليم العام بالوزارة، حتى نُصبت وزيرة لِشؤون المرأة فِي نيسان/أبريل من عام 2014.

## المَراجع
1. ↑  Government of the State of Palestine, 2 June 2014. UN Observer SoP. Archived on 22 September 2015 from Government of the State of Palestine, 2 June 2014, accessed November 2015 نسخة محفوظة 22 ديسمبر 2017 على موقع واي باك مشين.
2. ↑  Who's Who in the New PA Government. The Jerusalem Fund, 9 June 2014 [وصلة مكسورة] نسخة محفوظة 10 مارس 2016 على موقع واي باك مشين.